# Paco Sutil
Francisco Sutil Tirado, más conocido como Paco Sutil, (Jaén, 21 de diciembre de 1984) es un futbolista español que actualmente juega en la UD La Guardia.

## Trayectoria
Su trayectoria deportiva viene ligada al club de la capital del Santo Reino, el Real Jaén.
En 1999 siendo juvenil dio el salto al filial blanco, donde disfrutó empezó a participar en las convocatorias. 
En la temporada siguiente el Real Jaén le dio la oportunidad de disputar algunos minutos en Segunda División. Pese al descenso del conjunto Jiennense a Segunda B, siguió ligado al Real Jaén, donde estuvo 6 temporadas en el primer equipo, convirtiéndose un fijo en el once. Equipos como el Real Betis preguntaron por él. 
Sus buenos quehaceres en el equipo andaluz, le abren las puertas a las Segunda división fichando en el verano de 2008 por la SD Eibar, En la temporada, de su estreno en Segunda A, es el tercer futbolista con más minutos del conjunto guipuzcoano (2.630 minutos en 35 partidos, con dos goles).El equipo que desciende a la Segunda B dicho año. Sin embargo, y pese a tener otro año más de contrato, el hecho de ser de los futbolistas más destacados del equipo vasco hace que equipos como Osasuna, Real Sociedad, Cádiz CF y Castellón se fijen en él para reforzar sus filas. 
Tras finalizar su contrato con el Eibar y quedar como agente libre, fichó finalmente por la Real Sociedad para jugar en Primera División de España. El jugador fichó por 2 temporadas, hasta el 30 de junio de 2012.
Al comienzo de la temporada tuvo la confianza del entrenador Lasarte y comenzó siendo titular en el extremo izquierdo de la Real durante las primeras jornadas de Liga. Su debut con la Real y en la Liga BBVA se produjo el 29 de agosto de 2010 ante el Villarreal CF obteniendo la Real una victoria por 1-0 y cuajando Sutil una buena actuación. En el segundo partido de Liga, el 13 de septiembre del 2010, jugando frente a la UD Almería en el Estadio de Los Juegos del Mediterráneo marcó su primer gol en esta división. Sin embargo la buena trayectoria de Sutil se truncó en septiembre con una inoportuna lesión con motivo de la cual Antoine Griezmann recuperó el puesto de titular que había tenido la temporada pasada. A partir de ese momento Sutil perdió protagonismo frente al jugador francés y jugó pocos minutos durante el resto de la temporada, quedando incluso durante buena parte de la misma fuera de las convocatorias.
Durante el tramo final de la temporada volvió a contar con algunos minutos. En el último partido de Liga frente al Getafe CF en Anoeta marcó el gol del empate. A la postre el punto obtenido en este partido no tendría consecuencias significativas ya que la Real Sociedad habría evitado el descenso incluso perdiendo.
Durante la temporada 2010-11 jugó en un total de 17 encuentros de Liga con la Real, aunque no disputó ninguno de ellos completo. Fue titular solo en 4 ocasiones y en 13 encuentros más saltó como sustituto. En total jugó 516 minutos y marcó 2 goles. Fue el 18º jugador más utilizado de la plantilla durante esa temporada. 
Durante el mes de julio de 2011 trascendió a los medios de comunicación que el nuevo entrenador de la Real Philippe Montanier no contaba con el jugador de cara a la temporada 2011-12. El 1 de agosto de 2011 la Real decidió rescindir unilateralmente el contrato que mantenía con el jugador, dejándole con la carta de libertad. En ese momento Sutil dejó de ser jugador de la Real Sociedad y a las pocas horas anunció su fichaje por el Real Murcia, club de la Liga Adelante. Tras salir del club grana paso por el C.E. Sabadell y por el Real Jaén Club de Fútbol tras lo cual fichó por su club actual el Antequera CF

## Clubes
| Club           | País   | Temporada |
| -------------- | ------ | --------- |
| Real Jaén "B"  | España | 1999-2002 |
| Real Jaén CF   | España | 2002-2008 |
| SD Eibar       | España | 2008-2010 |
| Real Sociedad  | España | 2010-2011 |
| Real Murcia CF | España | 2011-2013 |
| CE Sabadell    | España | 2013      |
| Real Jaén CF   | España | 2014-2016 |
| Antequera CF   | España | 2016-2017 |
| Martos CD      | España | 2017-2020 |
| Baeza CF       | España | 2020-2021 |
| UD La Guardia  | España | 2020-2021 |
| Fuensanta CF   | España | 2022-2023 |

## Estadísticas
| 2000/01 | Úbeda CF      | Tercera División   | 21 | 9 | - | - | - | - | 21 | 9 |               |               |               |     |    |   |   |   |   |     |    |
| 2002/03 | Real Jaén     | Segunda División B | 13 | 1 | - | - | - | - | 13 | 1 |               |               |               |     |    |   |   |   |   |     |    |
| 2003/04 | Real Jaén     | Segunda División B | 17 | 0 | - | - | - | - | 17 | 0 |               |               |               |     |    |   |   |   |   |     |    |
| 2004/05 | Real Jaén     | Segunda División B | 24 | 0 | - | - | - | - | 24 | 0 |               |               |               |     |    |   |   |   |   |     |    |
| 2005/06 | Real Jaén     | Segunda División B | 27 | 3 | - | - | - | - | 27 | 3 |               |               |               |     |    |   |   |   |   |     |    |
| 2006/07 | Real Jaén     | Segunda División B | 28 | 2 | - | - | - | - | 28 | 2 |               |               |               |     |    |   |   |   |   |     |    |
| 2007/08 | Real Jaén     | Segunda División B | 33 | 2 | - | - | - | - | 33 | 2 |               |               |               |     |    |   |   |   |   |     |    |
| 2008/09 | SD Eibar      | Segunda División   | 37 | 2 | 1 | 0 | - | - | 38 | 2 |               |               |               |     |    |   |   |   |   |     |    |
| 2009/10 | SD Eibar      | Segunda División B | 25 | 6 | 4 | 2 | - | - | 29 | 8 |               |               |               |     |    |   |   |   |   |     |    |
| 2010/11 | Real Sociedad | Primera División   | 17 | 2 | - | - | - | - | 17 | 2 |               |               |               |     |    |   |   |   |   |     |    |
| 2011/12 | Real Murcia   | Segunda División   | 29 | 2 | - | - | - | - | 29 | 2 |               |               |               |     |    |   |   |   |   |     |    |
| 2012/13 | Real Murcia   | Segunda División   | 23 | 1 | 1 | 0 | - | - | 24 | 1 |               |               |               |     |    |   |   |   |   |     |    |
| 2013/14 | CE Sabadell   | Segunda División   | 7  | 0 | - | - | - | - | 7  | 0 |               |               |               |     |    |   |   |   |   |     |    |
| 2013/14 | Real Jaén     | Segunda División   | 4  | 0 | - | - | - | - | 4  | 0 |               |               |               |     |    |   |   |   |   |     |    |
| 2014/15 | Real Jaén     | Segunda División B | 29 | 3 | 1 | 0 | - | - | 30 | 3 |               |               |               |     |    |   |   |   |   |     |    |
| 2015/16 | Real Jaén     | Segunda División B | 15 | 0 | - | - | - | - | 15 | 0 |               |               |               |     |    |   |   |   |   |     |    |
| 2016/17 | Antequera CF  | Tercera División   | 26 | 2 | - | - | - | - | 26 | 2 |               |               |               |     |    |   |   |   |   |     |    |
| 2017/18 | Martos CD     | Tercera División   | 17 | 5 | - | - | - | - | 17 | 5 |               |               |               |     |    |   |   |   |   |     |    |
| 2020/21 | UD La Guardia | Primera Andaluza   | 6  | 4 | - | - | - | - | 6  | 4 | Total carrera | Total carrera | Total carrera | 419 | 43 | 7 | 2 | - | - | 419 | 43 |

- Actualizado 7 de diciembre de 2017.

## Polémicas
Sutil, durante la temporada 2011/2012 de la Liga Adelante, cuando jugaba con el Real Murcia, en un partido de su equipo contra el FC Cartagena, en el estadio cartagonova, Sutil en la última jugada del partido que finalizó con un 1-2 a favor de los granas, provocó una polémica donde intentó regatear a varios futbolistas albinegros, entre ellos a Kijera, haciendo también varios toques en el centro del campo, lo que provocó la furia de varios seguidores cartageneristas. Pero la cosa no quedó ahí, ya finalizado el partido y el Murcia ya de regreso en su ciudad, Sutil durante la celebración cogió un micrófono y expresó todos sus deseos de que el Cartagena descendiera a segunda división B, lo que echó todavía más polémica al asunto y más hostilidad de los hinchas albinegros hacia el jugador. Que más tarde tuvo que disculparse por estas palabras en una entrevista. 
Ya, en la segunda vuelta de la liga, el 31 de marzo de 2012, el Murcia y el Cartagena volvieron a verse las caras, y como es lógico, varios futbolistas del conjunto albinegro buscaron a Sutil para provocarle e increparle, sin embargo, Sutil no entró en la provocación, y aseguró haber estado tranquilo durante todo el partido que, finalmente volvió a ganar el conjunto grana por 2-1 nuevamente. Donde Sutil fue jugador clave. Sin embargo los cartageneristas no olvidaron nunca el gesto del anterior partido y le promtieron "odio eterno".
Pero un año más tarde no solamente fue increpado por hinchas de FC Cartagena, sino también varios aficionados granas, que antes le tomaron como un héroe, empezaron a criticarlo debido a su pésimo estado de forma y como había bajado de nivel. Finalmente se tuvo que ir al CE Sabadell. Club en el que tan solo jugó 4 meses debido a lesiones. Por lo que fichó por el equipo de su ciudad natal el Real Jaén.
Sutil ha podido verse las caras desde entonces dos veces con el FC Cartagena, pero no ha podido jugar según el y los médicos por lesiones. También tuvo que volver a Murcia para enfrentarse con el UCAM, donde varios aficionados murcianistas que estuvieron presentes en la vieja condomina, le dedicaron varios insultos ofensivos como: sinvergüenza, borracho... Sutil se quejó del mal trato que recibió del club el cual jugó dos temporadas.